# Мулен
Мулен (фр. Moulins, Allier) град је у Француској, у департману Алије.
По подацима из 1999. године број становника у месту је био 21.892.

## Демографија
| 1962.  | 1968.  | 1975.  | 1982.  | 1990.  | 1999.  | 2011.  |
| ------ | ------ | ------ | ------ | ------ | ------ | ------ |
| 23.909 | 25.979 | 26.067 | 25.159 | 22.799 | 21.892 | 19.094 |

## Партнерски градови
- Тангер